# IC 2982
IC 2982 је елиптична галаксија у сазвјежђу Лав која се налази на листи објеката дубоког неба у Индекс каталогу.
Деклинација објекта је + 27° 52' 6" а ректасцензија 11h 57m 51,3s. Привидна величина (магнитуда) објекта IC 2982 износи 14,3 а фотографска магнитуда 15,3. IC 2982 је још познат и под ознакама NGC 4004B, MCG 5-28-59, CGCG 157-63, VV 230, PGC 37636.